# Kamjanyste
Kamjanyste (ukr. Кам'янисте) – wieś na Ukrainie, w obwodzie lwowskim, w rejonie złoczowskim, w hromadzie Złoczów.
Do 1946 roku miejscowość nosiła nazwę Kazimierzówka (ukr. Казимирівка, Kazymyriwka).